# Urophyllum ferrugineum
Urophyllum ferrugineum là một loài thực vật có hoa trong họ Thiến thảo. Loài này được King & Gamble miêu tả khoa học đầu tiên năm 1903.